# SJ V4
Die schwedischen Diesellokomotiven der Baureihe V4 wurden von den schwedischen Staatsbahnen Statens Järnvägar (SJ) 1972 und 1973 von der deutschen Lokfabrik Henschel & Sohn gekauft. Sie wurden gleichzeitig mit der zweiachsigen Serie SJ Z66 beschafft, die mit dem gleichen Motor bei Kalmar Verkstad gebaut wurde. Die dreiachsige Lokomotive sollte ebenfalls in Kalmar gebaut werden. Die zu diesem Zeitpunkt geplante, aber erst viel später durchgeführte Werkschließung war der Grund, den Auftrag nach Deutschland zu vergeben.

## Geschichte
Die in Deutschland gebauten SJ V4 wurden mit einem Turbolader sowie einer Mehrfachsteuerung ausgestattet, mit der maximal drei Lokomotiven von einem Führerstand aus betrieben werden können. Das Getriebe L4rsU2 stammte von Voith. In den 1990er Jahren wurden die Lokomotiven mit Funkfernsteuerung nachgerüstet.

## Einsatzgebiet
Die Lokomotiven wurden nach der Lieferung in Skåne stationiert und von Malmö, Helsingborg und Ystad aus eingesetzt. Später kamen die Lokomotiven in anderen Teilen Schwedens zum Einsatz.

## GC V4
Nach der 2001 erfolgten Aufteilung von SJ gingen alle Lokomotiven an die Güterverkehrssparte Green Cargo. Sie wurden dort unter der Baureihenbezeichnung GC V4 mit den gleichen Betriebsnummern geführt.

## Weiterer Verbleib
Green Cargo begann 2002 mit dem Verkauf der Lokomotiven und hatte danach einige Jahre keine V4 mehr im Bestand.

### Euromaint V4
V4 146 ging 2002 an EuroMaint (EVN: 98 74 8040 146-0).

### Korsnäs Frövi V4
Ebenfalls 2002 kam V4 143 zu Assi-Domän AB in Frövifors. Diese wurde 2007 an Korsnäs Frövi AB abgegeben (EVN: 98 74 0000 143-2). V4 148 wurde an Rail Combi AB verkauft und ging 2007 von dort ebenfalls an Korsnäs Frövi AB (EVN: 98 74 0000 148-1). Eingesetzt werden die Lokomotiven bei der Billerud-Korsnäs Skog & Industri AB.

### Tågfrakt V4 142
2003 erfolgte der Verkauf von V4 142 an Falköpings Terminal AB. Die Lok wurde dort unter der Bezeichnung FT V4 142 geführt. 2005 erfolgte ein Weiterverkauf an Tågfrakt AB unter der neuen Betriebsnummer TAB V4 142.

## Verkauf nach Italien
2004 wurde V4 144, V4 147 und V4 149 an GESFA S.r.l. in Bari, Italien, verkauft.

## TGOJ V4
Die Lokomotiven V4 140, V4 141 und V4 145  wurden 2005 an TGOJ Trafik veräußert, das seit 1999 ein Tochterunternehmen von Green Cargo war. Mit der am 1. Januar 2011 erfolgten Integration von TGOJ in Green Cargo kamen diese Lokomotiven wieder in den Bestand von Green Cargo.

## Grenland Rail V4
2014 veräußerte Green Cargo die 2011 von TGOJ übernommenen drei Lokomotiven als GRAS V4 140, 141 und 145 an Grenland Rail. Zusätzlich wurde die TAB V4 142 von Tågfrakt AB am 15. April 2016 als GRAS V4 142 übernommen.